# Jugendjazzorchester NRW
Das Jugendjazzorchester NRW (JJO NRW, in Eigenschreibweise auch JugendJazzOrchester NRW) ist eine Bigband zur Nachwuchsförderung im Bundesland Nordrhein-Westfalen. Die Formation weist eine klassische Bigband-Besetzung auf: fünf Trompeten, vier Posaunen, fünf Saxophone/Holzbläser und Rhythmusgruppe (Klavier, Gitarre, Bass, Schlagzeug).

## Geschichte
Das JJO NRW wurde bereits 1975 gegründet. Nordrhein-Westfalen war das erste Bundesland, das mit Unterstützung des damaligen Ministerpräsidenten Johannes Rau ein Landesjugendjazzorchester einrichtete und förderte. Das Orchester wird mittlerweile getragen vom Landesmusikrat Nordrhein-Westfalen.
Die Bigband wurde zunächst von Glen Buschmann und Meinhard Puhl geleitet. Zum künstlerischen Leitungsteam gehörten weiterhin Wolfgang Breuer und Wolf Escher, die die Band bis 2007 betreuten. Dann bestand das Leitungsteam aus Frank Reinshagen, Marko Lackner und Dietmar Mensinger, unterstützt von Michael Villmow. Derzeit leiten Gabriel Pérez, Stefan Pfeifer-Galilea, Stephan Schulze und Thomas Haberkamp im Team die Band. Die Organisation und Geschäftsführung liegt seit 1996 in den Händen von Haberkamp. 
Die Mitglieder des künstlerischen Leitungsteams prägten von Beginn an die Proben und Konzerte. Mit eigenen Arrangements und Kompositionen speziell für das JJO NRW förderten sie das künstlerische Wachstum der jungen Musiker, weil sie ihnen die Chance boten, in „auf den Leib geschriebenen“ Tonsätzen ihre individuellen Stärken zu entfalten. Zweimal im Jahr traf sich das Orchester zu Arbeitsphasen. Seit seiner Gründung ist das JJO NRW auch ein Repräsentant des Landes Nordrhein-Westfalen; bisher 42 Konzertreisen führten es seit 1978 durch alle fünf Kontinente. 2013 erhielt die Formation den WDR-Jazzpreis.

## Repertoire
Neben Klassikern bestimmen auch zeitgenössische Strömungen das Bild. „Herausgestellte Solisten halten sich mit kollektiven Sounds die Waage, einem durchaus eigenständigen Sound, der sich von dem anderer Big Bands abhebt.“ Mehrfach hat die Bigband mit klassischen Ensembles zusammengearbeitet, etwa bei der Interpretation von Rolf Liebermanns Concerto for Jazzband and Sinfony Orchestra.

## Wirkung
Bis 2007 machten in dem Klangkörper bereits 500 junge Musiker wesentliche Berufserfahrungen in den Arbeitsphasen und auf den Konzertreisen des JJO NRW. Ein Drittel von ihnen wurden professionelle Jazzmusiker und „bilden den Stamm der reichen Jazzszene in NRW.“ Manche wurden Dozenten an Musikschulen und -hochschulen oder gehören professionellen Big Bands wie der WDR Big Band Köln oder der NDR-Bigband an.
Nach dem Vorbild des JJO NRW gründeten bald weitere Bundesländer ebenfalls Jugendjazzorchester. Mit der Gründung des Bujazzo 1988 und der Jugendjazzbands der neuen Länder nach 1990 wurde ein Fördersystem analog zur Nachwuchsförderung der klassischen Musik etabliert.

## Diskografie
- First Album (1978)
- Back To The Roots (1982)
- Beau Rivage (1984)
- Back from the States (1986)
- Turning Around (1992)
- Best of JJO (1998)
- Quarter of a Century (2001)
- Thirty (8th Album-live) (2005)
- 40 Jahre Jazzclub domicil (2008)
- In allen Farben (2008)
- Way Up (2011)
- Triangle (2015)
- 40 JJO NRW. Best of Volume 1 & 2 (2015)
- Majority (plusvierneun, 2019)